# Mackintosh Cove
Die Mackintosh Cove ist eine Bucht an der Nordküste von Laurie Island im Archipel der Südlichen Orkneyinseln. Sie liegt südöstlich des Fraser Point.
Teilnehmer der Scottish National Antarctic Expedition (1902–1904) unter der Leitung des schottischen Polarforschers William Speirs Bruce kartierten die Bucht im Jahr 1903. Wissenschaftler der britischen Discovery Investigations benannten sie 1933 infolge eigener Vermessungen nach dem britischen Meeresbiologen und Ozeanographen Neil Alison Mackintosh (1900–1974), der zum zoologischen Stab des Ausschusses zu den Discovery Investigations gehörte.